# Luigi Pulci
Pour les articles homonymes, voir Pulci.
Luigi Pulci (1432 - 1484) est un poète italien de la fin du Moyen Âge.

## Biographie
Né à Florence en 1432 dans une famille noble mais désargentée, Luigi Pulci se met au service des Médicis, notamment de Laurent le Magnifique, qui lui confiera plusieurs missions diplomatiques, et avec qui il entretint une relation de grande tendresse. La famille Pulci est durement endettée, et Luca, le célèbre frère de Luigi, fera même un séjour en prison. Luigi trouva en particulier un appui fidèle auprès de Lucrezia Tornabuoni, la mère de Laurent, qui l'encouragea à écrire le Morgante, et qui en fut peut-être même le commanditaire direct. S'il n'a pas la culture éclairée et hétéroclite d'un Boiardo, par exemple, Luigi a une culture assez importante pour l'époque, même si son ignorance pour les auteurs grecs anciens est profonde. Plus âgé que les compagnons de Laurent (Politien est né en 1454, Lorenzo en 1449, Matteo Franco en 1447), Luigi Pulci reste marginal à la cour : sa production trahit l'absence de formation humaniste et n'a pas le raffinement de celle de Laurent ou de Politien. Sa personnalité et son style le font situer à l'extrême fin du Moyen Âge, alors que ses compagnons Ficin et Politien amorcent véritablement l'humanisme. Ce n'est sans doute pas pour rien que, une fois l'orientation littéraire florentine définie en faveur de ces derniers, la "cerchia" de Laurent se rétrécit et que Pulci en est définitivement exclu. Cependant, lorsqu'il fait encore partie des personnalités littéraires de premier plan, il compose surtout des œuvres légères comme la Beca di Dicomano, poème rustique qui n'est pas sans rappeler la Nencia da Barberino rédigée par Laurent, ou encore la  Giostra di Lorenzo qui célèbre la victoire de Laurent dans un tournoi. Bien qu'à cette époque il puisse compter sur le soutien de Laurent, notamment lorsqu'il rencontre de graves difficultés économiques, Pulci tombe rapidement en disgrâce. En effet, entré en conflit avec l'entourage de Marsile Ficin, et en particulier avec le prêtre Matteo Franco, en qui il semble voir un concurrent, et avec qui il échange des sonnets très aigres, il est accusé d'hérésie et de magie et est contraint de quitter Florence. À la fin de sa vie, il écrira une lettre pour obtenir une sorte d'absolution de ses pêchés de superstition, peut-être avec l'espoir de rentrer en grâce à Florence. Mais il semble aussi que l'on puisse voir en ce geste tardif une virevolte ironique. Vers 1470, comme il a cruellement besoin d'argent, il entre au service de Roberto Sanseverino, un condottiere du nord de l'Italie, dont il suivra les déplacements jusqu'à sa mort, en 1483. À aucun moment, Luigi n'a pu retrouver les grâces des Medicis, et sa gloire, somme toute passagère, s'est limitée essentiellement à la rédaction du poème chevaleresque Morgante, fort original de par son ton comique, et qui ouvre la grande tradition du poème chevaleresque italien, poursuivie par Matteo Maria Boiardo (Orlando Innamorato), Ludovico Ariosto (Orlando Furioso), et Torquato Tasso (Gerusalemme liberata).

## Œuvres
Pulci est célèbre pour son épopée héroï-comique, Morgante. Il s'agit d'un poème chevaleresque rédigé en huitains qui s'inspire de l'histoire de Charlemagne et de ses paladins luttant contre les musulmans, pour la reprendre sur le mode burlesque. Elle raconte l'histoire d'un géant sarrasin, Morgante, converti au christianisme, qui devient écuyer du paladin Roland (Orlando). Il suit ce dernier dans ses combats contre les "Infidèles" et dans ses multiples aventures en Orient puis en France, jusqu'au massacre de Roncevaux. Les personnages hauts en couleur ne sont pas sans rappeler ceux de Rabelais qui était un grand admirateur de Pulci.
Traductions en français
- Morgante, trad. et présentation de Pierre Sarrazin, coll. Miroir du Moyen Âge, Brepols, 2003 ;
- La joute et autres oeuvres poétiques, trad. et présentation de Pierre Sarrazin, coll. Miroir du Moyen Âge, Brepols, 2007

## Famille Pulci
Son frère Luca (1431-1470) était également écrivain. La liste de ses œuvres, toutes rédigées en italien, comporte les titres suivants : Pistole, Driadeo d'amore, et Ciriffo Calvaneo. Il a également pour frère le poète Bernardo Pulci (1438-1488).